# Pseudocomotis
Pseudocomotis is een geslacht van vlinders van de familie bladrollers (Tortricidae), uit de onderfamilie Chlidanotinae.

## Soorten
- P. agatharcha (Meyrick, 1926)
- P. albolineana Brown, 1989
- P. citroleuca (Meyrick, 1912)
- P. scardiana (Dognin, 1905)
- P. serendipita Brown, 1989